# Nicèfor Melissè
Nicèfor Melissè (grec medieval: Νικηφόρος Μελισσηνός, Nikiforos Melissinós; nascut cap al 1045 i mort el 17 de novembre del 1104) fou un general i aristòcrata romà d'Orient. De llinatge il·lustre, fou governador i general als Balcans i Anatòlia a la dècada del 1060. En el període convuls que seguí la batalla de Mantziciert (1071), durant el qual diversos generals intentaren usurpar el tron, Melissè es mantingué fidel a Miquel VII Ducas i fou exiliat pel seu successor, Nicèfor III Botaniates. El 1080-1081, amb ajuda dels turcs, prengué el control dels territoris romans que encara quedaven a Anatòlia i es proclamà emperador tot rebel·lant-se contra Nicèfor III. Tanmateix, el seu cunyat, Aleix Comnè, també es revoltà poc després i reeixí a prendre Constantinoble, de manera que, després d'una breu rivalitat, Nicèfor se sotmeté al nou emperador a canvi de la dignitat de cèsar i el càrrec de governador de Tessalònica. A partir d'aquell moment es mantingué lleial a Aleix i participà en la majoria de les campanyes del període 1081-1095 als Balcans al costat de l'emperador. Morí el 17 de novembre del 1104.